# Tarzan e la fontana magica
Tarzan e la fontana magica (Tarzan's Magic Fountain) è un film del 1949 diretto da Lee Sholem.
Il soggetto è liberamente ispirato al personaggio del famoso romanzo d'avventura Tarzan delle Scimmie di Edgar Rice Burroughs del 1912. Il film è il primo dei cinque della saga di Tarzan interpretati dall'attore Lex Barker distribuiti dalla RKO Radio Pictures.

## Trama
La tranquilla vita matrimoniale di Tarzan e Jane in Africa viene bruscamente interrotta dall'arrivo di un pazzo megalomane che con i suoi marchingegno tecnologici vorrebbe compromettere e ribaltare gli effetti delle mistica Fontana della giovinezza. Dato che l'esperimento coinvolgerebbe l'età di tutto il mondo, facendo diventare tutti anziani, Tarzan e Jane si mettono alla sua ricerca.